# The Hillbilly Thomists
The Hillbilly Thomists são uma banda americana de bluegrass composta por frades da Província de São José da Ordem Dominicana. Formada na Dominican House of Studies em Washington, D.C., em 2014, a banda tocou música localmente como uma forma de evangelização de rua antes de lançar seu primeiro álbum de estúdio autointitulado em 2017. A banda lançou mais três álbuns: Living for the Other Side (2021), Holy Ghost Power (2022) e Marigold (2024), com seu primeiro, terceiro e quarto álbuns aparecendo perto do topo da parada de bluegrass da Billboard.
Austin Litke e Thomas Joseph White, ambos padres dominicanos, fundaram a banda e inicialmente tocavam música tradicional irlandesa. A banda se expandiu para incluir Litke, White e oito irmãos dominicanos em 2017; Litke e White continuam membros da banda com outros seis dominicanos em 2024.

## História

### Fundação (2014–2017)
A banda se originou com Austin Litke e Thomas Joseph White, ambos padres católicos da Província de São José da Ordem Dominicana, na Casa Dominicana de Estudos em Washington, D.C. Inicialmente tocando música tradicional irlandesa, outros irmãos dominicanos se juntaram às sessões recreativas semanais do grupo e formaram a banda em 2014.   À medida que a banda começou a tocar em eventos organizados pela House of Studies e como um esforço de evangelização de rua em Washington, eles introduziram canções adicionais de bluegrass e música folk americana.  
O nome dos tomistas caipiras é uma referência a uma carta de 1955 da romancista católica Flannery O'Connor, onde ela escreveu que [t]odos que leram Wise Blood [o romance de estreia de O'Connor de 1952] pensam que sou um niilista caipira, enquanto... sou um tomista caipira".   O'Connor lia a Summa Theologica do santo dominicano Tomás de Aquino todas as noites, e White sentiu que essa descrição era um nome apropriado para uma "banda de bluegrass dominicana composta por alunos de Tomás de Aquino". White se interessou pelo catolicismo quando leu as cartas de O'Connor antes de sua conversão na faculdade. 

### Primeiro álbum (2017–2021)

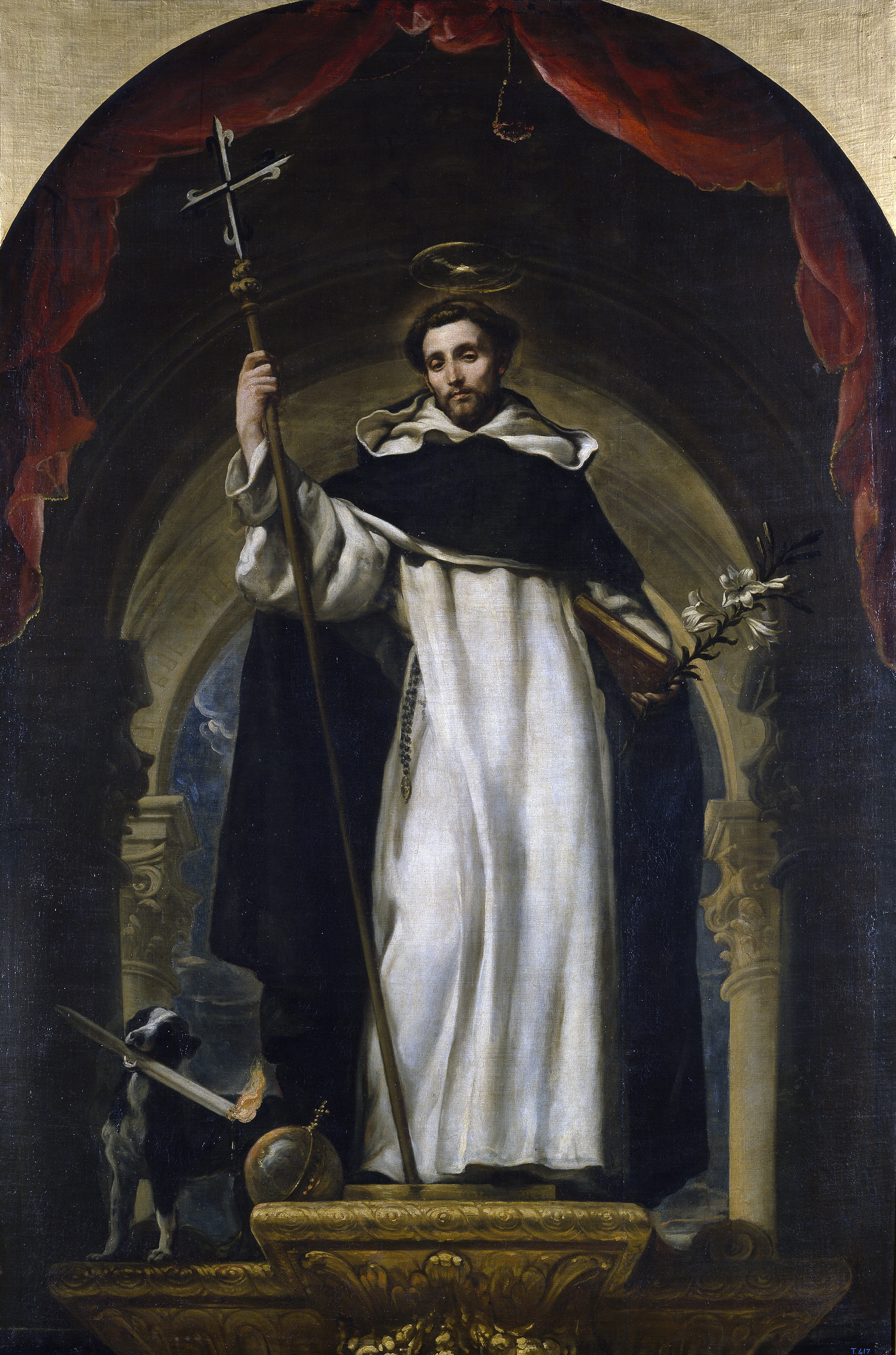
O motivo de um "cão do Senhor" com uma tocha acesa na boca, associado a São Domingos e aos Dominicanos, serviu de inspiração para a música original da banda "I'm a Dog".

A banda tocou junta por quase quatro anos antes de lançar seu primeiro álbum de estúdio, The Hillbilly Thomists, em 2017.  O álbum continha doze canções, em grande parte retiradas do bluegrass dos séculos XIX e XX, da música dos Apalaches e dos cânticos espirituais protestantes.   Duas músicas — a primeira faixa, "Leaning on the Everlasting Arms", e a segunda faixa, "Angel Band" — foram reconhecidas por terem sido incluídas nos filmes dos irmãos Coen, True Grit (2010) e O Brother, Where Art Thou? (2000). Um instrumental, "St. Anne's Reel", foi um reconhecimento das raízes da banda na música irlandesa.  O álbum também contou com dois arranjos originais de bluegrass dos hinos "Amazing Grace" e "What Wondrous Love Is This".  Na época do lançamento do álbum, a banda era composta pelos padres Litke e White e oito irmãos dominicanos: Justin Bolger, Timothy Danaher, Brad Elliott, Peter Gautsch, Joseph Hagan, Constantius Sanders, Jonah Teller e Simon Teller. 
Também no álbum estava a canção original "I'm a Dog" de Bolger, que se baseou no conceito dominicano de se tornar um "cão do Senhor".  A tradição dominicana afirma que Joana de Aza – que é descrita como a mãe de São Domingos, o fundador dos dominicanos – "viu em uma visão que ela geraria em seu ventre um cão que, com uma tocha acesa em sua boca e saltando de seu ventre, parecia incendiar toda a terra". A letra da canção, inspirada neste motivo, descreve a missão dominicana de espalhar o evangelho. 
O álbum recebeu críticas positivas de Matthew Becklo da organização de mídia católica Word on Fire, C.C. Pecknold da revista cristã First Things e Rod Dreher do The American Conservative.    O álbum alcançaria a terceira posição na parada de bluegrass da Billboard.   Também ficou no top 20 de todos os álbuns na Amazon. A banda esperava que sua música pudesse servir como um meio de evangelização e arrecadação de fundos em nome da Casa de Estudos;   em 2024, Simon Teller disse que a banda lançou o álbum para também ajudar a cobrir seu seguro saúde. 

### Living for the Other SideandHoly Ghost Power(2021–2024)
A banda gravou seu segundo álbum de estúdio, Living for the Other Side, ao longo de um período de dez dias em uma casa de retiro dominicana nas montanhas Catskill e o lançou na festa de São Tomás de Aquino, 28 de janeiro de 2021.  Este álbum se desviou do padrão do primeiro lançamento, com a maioria das faixas sendo composições originais da banda. Um videoclipe para a canção "Our Help Is in the Name of the Lord", escrita por Bolger e Jonah Teller, foi lançado em 27 de janeiro e retratava os frades trabalhando, rezando e tocando música.  White – que em 2021 lecionava na Pontifícia Universidade de São Tomás de Aquino, em Roma – disse que não via o álbum principalmente como uma forma de pregação, mas sim que seus temas católicos e dominicanos refletiam a vida cotidiana dos frades.  A renda do álbum e os produtos da banda foram revertidos para a House of Studies. 
Em uma resenha de Living for the Other Side para a revista católica America, Mary Grace Mangano descreveu as letras do álbum como "poéticas, bem-humoradas e verdadeiras" e comparou favoravelmente a música espiritual às obras de Thomas Merton.  Em uma crítica do mesmo álbum para o Word on Fire, Andrew Petiprin disse que a música "Bourbon, Bluegrass, & the Bible", escrita por White, foi "um dos pontos altos do disco". Petiprin disse que esperava que o trabalho da banda ganhasse popularidade no mundo da música secular e "cortasse o coração com a verdade do Evangelho. É isso que uma boa pregação sempre faz".  Em abril de 2021, a banda tocou nas comemorações do 150º aniversário da Diocese de Providence no Providence College, onde Bolger e Gautsch eram capelães. 
O terceiro álbum da banda, Holy Ghost Power, foi lançado em 7 de julho de 2022. Um single, "Good Tree", foi lançado antes do álbum completo de 13 músicas. O álbum integrou elementos dos gêneros blues e rockabilly de Nova Orleans e apresentou o piano com mais destaque do que os trabalhos anteriores da banda.   Os temas católicos permaneceram como um elemento nas letras do terceiro álbum, com a faixa-título apresentando uma referência à Eucaristia e "The Power and the Glory" fazendo referência à confissão sacramental. Uma turnê para promover o álbum, a Old Highway Tour, foi anunciada antes do lançamento do álbum e contou com paradas em Washington, D.C., Pittsburgh, Chicago, Cincinnati, Nashville, Cleveland e Nova York. 
Assim como The Hillbilly Thomists, Holy Ghost Power chegou perto do topo da parada de bluegrass da Billboard e alcançou a quinta posição.   Em novembro de 2023, quatro membros da banda fizeram seu primeiro concerto internacional na Pontifícia Universidade de Santo Tomás de Aquino, em Roma, atraindo 600 participantes.  Em 2024, a colunista Kathryn Jean Lopez identificaria a letra da música "The Power and the Glory" do Holy Ghost Power como sua favorita do grupo. 

### Marigold(2024–presente)

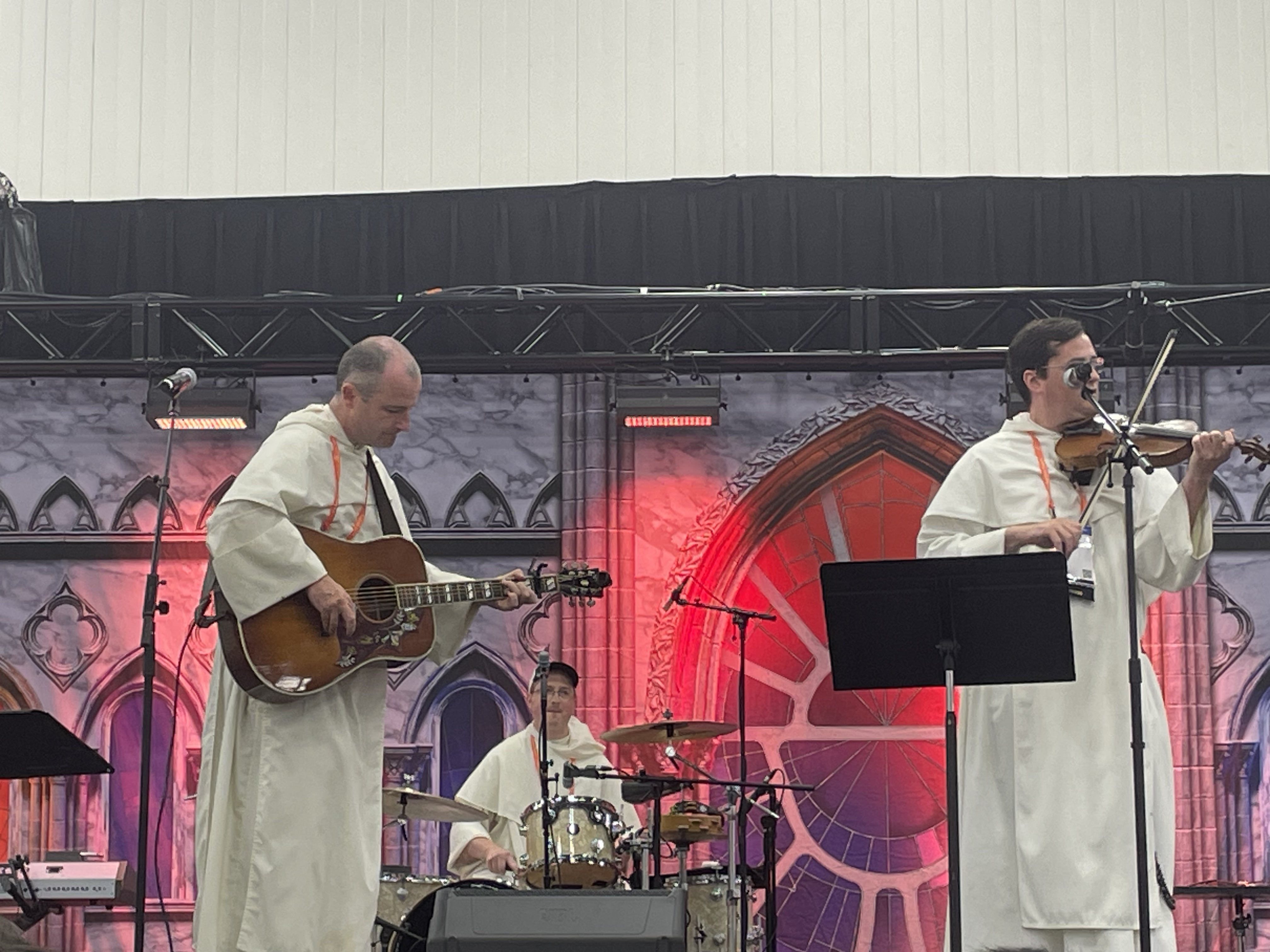
The Hillbilly Thomists no 10º Congresso Eucarístico Nacional, julho de 2024

Os Hillbilly Thomists lançaram seu quarto álbum no final de 2023 com um vídeo de um minuto mostrando os frades gravando e rezando.  Marigold, de 13 canções, foi lançado em 26 de julho de 2024, com um hino de Isaac Watts e as outras doze faixas escritas pelos frades.  O álbum estreou na segunda posição na parada de bluegrass Billboard.  Em 2024, os membros da banda incluíam Justin Bolger, Timothy Danaher, Peter Gautsch, Joseph Hagan, Austin Litke, Jonah Teller, Simon Teller e Thomas Joseph White. 
Mike Kerrigan fez uma avaliação positiva de Marigold para a Fox News.  Arsenio Orteza, escrevendo para a revista cristã World em setembro de 2024, disse que a banda provavelmente não teria tantos seguidores se não fossem frades dominicanos. No entanto, Orteza achou o Marigold instrumentalmente sólido e "o que falta em vigor em seus vocais, eles compensam em harmonias". 
A programação anual dos membros da banda inclui 50 semanas de deveres ministeriais e acadêmicos, com duas semanas dedicadas a turnês.  Eles fizeram um concerto em 19 de julho de 2024, como parte do 10º Congresso Eucarístico Nacional em Indianápolis, Indiana.  A banda fez um show gratuito em Park City, Utah, em 22 de julho  e um show com ingressos esgotados em 8 de agosto em Washington, D.C. Outras paradas em sua turnê de 2024 incluíram Knoxville, Tennessee, Charlotte, Carolina do Norte, St. Augustine, Flórida, e Savannah, Geórgia. Enquanto estava em Savannah, a banda pôde visitar o local de nascimento de O'Connor.  Um concerto da banda serviu como conclusão da segunda Peregrinação Anual do Rosário Dominicano na Basílica do Santuário Nacional da Imaculada Conceição, no campus da Universidade Católica da América em DC, em 28 de setembro. 
Dois membros da banda, Teller e Bolger, se juntaram a Zac Brown e à Zac Brown Band no palco para tocar a música "Chicken Fried" durante a apresentação de Brown no Providence College em 19 de outubro de 2024. Teller – o capelão da faculdade – e Bolger eram os únicos membros da banda então designados para a faculdade e os únicos que puderam participar do concerto. 

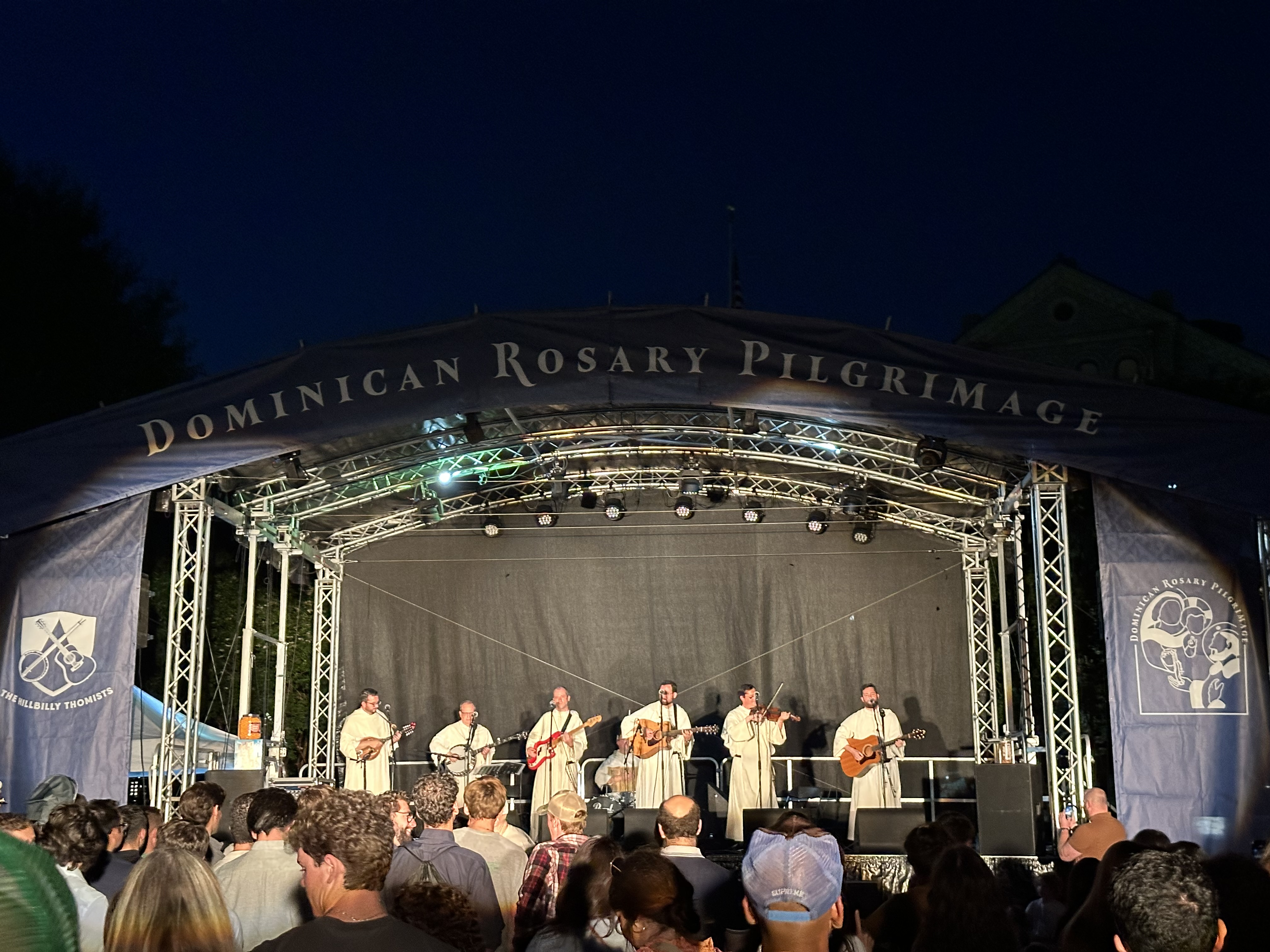
Os tomistas caipiras na peregrinação do Rosário Dominicano, 2024

## Discografia
- The Hillbilly Thomists (2017)
- Living for the Other Side (2021)
- Holy Ghost Power (2022)
- Marigold (2024)